# 林文琰
林文琰（1934年—），曾是一名香港商人；也是蒐集中國郵票的集郵家。林氏出生於廣東省新會市，幼年跟隨家族搬到香港定居並展開他的集郵生涯。由於其胞兄為香港恒生銀行創辦人林炳炎，家境富裕財力雄厚；因此，林文琰長期羅致中國早期珍貴郵票以及郵政實寄信封，郵藏豐富。1982年，林氏自美國舊金山購得「紅印花小字當壹圓四方連」郵票；1991年又從英國倫敦拍賣會買到「大龍闊邊伍分銀全張」郵票，因此集郵界都公認林文琰是「中國郵王」。